# 乘数定价模型
乘数定价模型（英语：Multiple Pricing Model，简称Multiples），是一种使用主观或客观确定的倍数确定资产或公司价值的定价模型。由于这种模型往往涉及到与同行业公司的比较，也被称为比较法（英语：Comparables）。目前使用比较广泛的有如下几种乘数定价法。

## 市盈率法
将某一公司的市盈率与行业平均水平或主要竞争对手作对比，若其市盈率较高，则认为被高估；反之则认为被低估。这种方法简单易行，只要用行业平均市盈率乘以公司的会计利润即可得出公司价值的估计值，但也非常粗略，没有考虑到各个企业风险不同、发展前景不同等等。为了克服以上缺陷，分析师往往加入自己的主观判断，提高或降低某一公司的市盈率预期，但这种方法更加不科学。

## 市净率法
与市盈率法类似，但是用来作对比的是市净率而非市盈率。这种方法适用于净资产数额较大，或者利润不稳定但资产较稳定的公司，如自然资源企业、银行、公用事业企业等。问题在于，企业的实际净资产与财务报表上的账面价值相差可能非常巨大，分析师需要主观判断某些资产的公允价值，容易出现错误。

## 市销率法
与以上两种方法类似，但是用来作对比的是股票价格与销售额的比例，即所谓市销率。这种方法一般用于零售业等销售额巨大且比较稳定的企业。

## 市价比现金流法
将某一公司的股票价格与自由现金流或经营现金流相除得到的倍数，即市价比现金流。一般认为自由现金流或经营现金流比会计利润更难操纵，具备很强的客观性，所以市价比现金流这一倍数可以最大限度地排除主观因素的影响。但是，这一方法也忽略了财务报表中含有的其他丰富信息。